# Capitoli di Durarara!!
Questa è la lista dei capitoli del manga Durarara!!, scritto da Ryohgo Narita e illustrato da Akiyo Satorigi. Il manga è un adattamento della light novel Durarara!! di Ryohgo Narita pubblicata da ASCII Media Works. Il primo volume in Giappone è stato pubblicato il 26 dicembre 2009; la serie è conclusa e conta 4 tankōbon. In Italia sono stati pubblicati da Star Comics sulla collana Point Break a cadenza bimestrale. Il primo volume è stato pubblicato l'8 gennaio 2012, l'ultimo l'11 luglio 2012.

## Durarara!!
| Nº | Titolo italiano Giapponese 「Kanji」 - Rōmaji | Data di prima pubblicazione          | Data di prima pubblicazione |
| Nº | Titolo italiano Giapponese 「Kanji」 - Rōmaji | Giapponese                           | Italiano                    |
| 1  | Durarara!! 1 「デュラララ!! 1」 - Durarara!! 1 | 26 dicembre 2009 ISBN 978-4757527652 | 11 gennaio 2012             |
| 1  | Capitoli - 1º episodio!! (Wa!!?, ワ!!) - 2° episodioo!! (Wawa!!?, ワワ!!) - 3° episodiooo!! (Wawawa!!?, ワワワ!!) - 4° episodioooo!! (Wawawawa!!?, ワワワワ!!) - 5° episodiooooo!! (Wawawawawa!!?, ワワワワワ!!) |                                      |                             |
| 1  | Trama Gli eventi si svolgono nella città di Tokyo popolata da giovani teppisti e da gangster di ogni tipo. Gli eventi si svolgono nel quartiere di Ikebukuro dove Ryugamine Mikado si trasferisce invitato dal suo amico di infanzia Kida Masaomi che subito lo avvisa di tenersi alla larga da alcuni loschi figuri che si aggirano nel quartiere: un uomo violento vestito da barista, un venditore di informazioni e una misteriosa gang che si fa chiamare "Dollars". Ma al suo arrivo in città Mikado si imbatterà in una Dullahan, una motociclista senza testa che guida con motore e fari spenti una grossa moto nera, che è considerato una leggenda urbana di cui tutti hanno il terrore anche le gang di Ikebukuro. |                                      |                             |
| 2  | Durarara!! 2 「デュラララ!! 2」 - Durarara!! 2 | 26 giugno 2010 ISBN 978-4757529212   | 8 marzo 2012                |
| 2  | Capitoli - 6° episodioooooo!! (Wawawawawawa!!?, ワワワワワワ!!) - 7° episodiooooooo!! (Wawawawawawawa!!?, ワワワワワワワ!!) - 8° episodioooooooo!! (Wawawawawawawawa!!?, ワワワワワワワワ!!) - 9° episodiooooooooo!! (Wawawawawawawawawa!!?, ワワワワワワワワワ!!) - 10° episodioooooooooo!! (Wawawawawawawawawawa!!?, ワワワワワワワワワワ!!) - 11° episodiooooooooooo!! (Wawawawawawawawawawawa!!?, ワワワワワワワワワワワ!!) |                                      |                             |
| 3  | Durarara!! 3 「デュラララ!! 3」 - Durarara!! 3 | 27 dicembre 2010 ISBN 978-4757531093 | 9 maggio 2012               |
| 3  | Capitoli - 12° episodioooooooooooo!! (Wawawawawawawawawawawawa!!?, ワワワワワワワワワワワワ!!) - 13° episodiooooooooooooo!! (Wawawawawawawawawawawawawa!!?, ワワワワワワワワワワワワワ!!) - 14° episodioooooooooooooo!! (Wawawawawawawawawawawawawawa!!?, ワワワワワワワワワワワワワワ!!) - 15° episodiooooooooooooooo!! (Wawawawawawawawawawawawawawawa!!?, ワワワワワワワワワワワワワワワ!!) - 16° episodioooooooooooooooo!! (Wawawawawawawawawawawawawawawawa!!?, ワワワワワワワワワワワワワワワワ!!) - 17° episodiooooooooooooooooo!! (Wawawawawawawawawawawawawawawawawa!!?, ワワワワワワワワワワワワワワワワワ!!) |                                      |                             |
| 4  | Durarara!! 4 「デュラララ!! 4」 - Durarara!! 4 | 27 giugno 2011 ISBN 978-4757532762   | 11 luglio 2012              |
| 4  | Capitoli - 18° episodioooooooooooooooooo!! (Wawawawawawawawawawawawawawawawawawa!!?, ワワワワワワワワワワワワワワワワワワ!!) - 19° episodiooooooooooooooooooo!! (Wawawawawawawawawawawawawawawawawawawa!!?, ワワワワワワワワワワワワワワワワワワワ!!) - 20° episodioooooooooooooooooooo!! (Wawawawawawawawawawawawawawawawawawawawa!!?, ワワワワワワワワワワワワワワワワワワワワ!!) - 21° episodiooooooooooooooooooooo!! (Wawawawawawawawawawawawawawawawawawawawawa!!?, ワワワワワワワワワワワワワワワワワワワワワ!!) - Ultimo episodioooooooooooooooooooooo!! (Wawawawawawawawawawawawawawawawawawawawawawa!!?, ワワワワワワワワワワワワワワワワワワワワワワ!!)                                                              |                                      |                             |

## Durarara!! Saika-hen
| Nº | Titolo italiano Giapponese 「Kanji」 - Rōmaji | Data di prima pubblicazione           | Data di prima pubblicazione           |
| Nº | Titolo italiano Giapponese 「Kanji」 - Rōmaji | Giapponese                            | Italiano                              |
| 1  | Durarara!! Saika-hen 1 「デュラララ!! 罪歌編 1」 - Durarara!! Saika hen 1 | 27 febbraio 2012 ISBN 978-4757535169  | 9 gennaio 2014 ISBN 978-88-6420-792-6 |
| 1  | Capitoli - Episodio 1. Respiro rosso, respiro profondo - Episodio 2. Spada demoniaca, carne canina - Episodio 3. Il più pericoloso di Ikebukuro - Episodio 4. Sciagura a Ikebukuro |                                       |                                       |
| 2  | Durarara!! Saika-hen 2 「デュラララ!! 罪歌編 2」 - Durarara!! Saika hen 2 | 10 settembre 2012 ISBN 978-4757537118 | 6 marzo 2014 ISBN 978-88-6420-881-7   |
| 2  | Capitoli - Episodio 5. Spada demoniaca, tesoro di famiglia - Episodio 6. Ragazza insicura - Episodio 7. Circostanze fatali - Episodio 8. Dritti al punto - Episodio 9. Ombra rossa, luce della spada - Episodio 10. Placido, folle, imperturbabile                                                 |                                       |                                       |
| 3  | Durarara!! Saika-hen 3 「デュラララ!! 罪歌編 3」 - Durarara!! Saika hen 3 | 27 marzo 2013 ISBN 978-4757539303     | 8 maggio 2014 ISBN 978-88-6420-937-1  |
| 3  | Capitoli - Episodio 11. Talento, bellezza, spada - Episodio 12. La spada demoniaca e il caos - Episodio 13. La volontà della spada avvolge il corpo - Episodio 14. La danza della violenza - Episodio 15. Senza alcuno spargimento di sangue - Episodio conclusivo. Per il cielo blu... è la fine? |                                       |                                       |